# Herzog von Villars
Der Titel Herzog von Villars (Duc de Villars) ist ein französischer Adelstitel des 17. bis 19. Jahrhunderts, der im 18. Jahrhundert doppelt vergeben war:
- ein Titel, der von 1627 bis 1852 in einem jüngeren Zweig Hauses Brancas getragen wurde, häufig „Herzog von Villars-Brancas“ genannt, um es von dem anderen, neueren, zu unterscheiden;
- ein Titel, der 1705 bis 1770 im Haus Villars getragen wurde, auch „Herzog von Vaux-Villars“ genannt.

## Herzöge von Villars aus dem Haus Brancas
Der Titel „Herzog von Villars“ wurde 1627 von Ludwig XIII. zugunsten von Georges de Brancas (um 1565/68–1657) vergeben.  Das Zentrum des Herzogtums war Villars im heutigen Département Vaucluse. Georges de Brancas wurde 1652 zum Pair de France ernannt.
- 1627–1657: Georges de Brancas (1565–1657), 1. Duc de Villars, Pair de France, Ehemann von Julienne-Hippolyte d’Estrées
- 1657–1679: Louis François de Brancas († 1679), 2. Duc de Villars, Pair de France, dessen Sohn
- 1679–1709: Louis I. de Brancas (1663–1739), 3. Duc de Villars, Pair de France, dessen Sohn
- 1709–1760: Louis-Antoine de Brancas (1682–1760), 4. Duc de Villars, Pair de France, dessen Sohn
- 1760–1794: Louis II. de Brancas (1714–1793), 5. Duc de Villars, 2. Duc de Lauraguais, Pair de France, dessen Sohn, Ehemann von Diane Adélaïde de Mailly
- 1794–1824: Louis-Léon-Félicité de Brancas (1733–1824), 6. Duc de Villars, 3. Duc de Lauraguais, Pair de France, dessen Sohn, Ehemann von Élisabeth-Pauline de Gand (1737–1794)
- 1824–1852: Louis Marie Baptiste de Brancas (1772–1852), genannt Bufile, 7. (und letzter) Duc de Villars, 4. Duc de Lauraguais, Pair de France, dessen Neffe

## Herzöge von Villars aus dem Haus Villars
Der Titel „Herzog von Villars“ wurde 1705 von Ludwig XIV. zugunsten von Claude-Louis-Hector de Villars, genannt Maréchal de Villars, vergeben (dessen Name stammt von dem kleinen Lehen La Chapelle-Villars südwestlich von Vienne). Der König erhob eine Gruppe von Gütern, die der Marschall südöstlich von Paris (Vicomté de Melun en partie mit Vaux-le-Vicomte) erworben hatte, und dessen Zentrum sich in Vaux-le-Vicomte befand, zum Herzogtum. Der Marschall wurde 1709 zum Pair de France ernannt.
- 1705–1734: Claude-Louis-Hector de Villars (1653–1734), 1. Duc de Villars, Pair de France, Marschall von Frankreich
- 1734–1770: Honoré-Armand de Villars (1702–1770), 2. (und letzter) Duc de Villars, Pair de France dessen Sohn, der ohne männliche Nachkommen starb

### Weblink
- Libro d’Oro della Nobilità Mediterranea – de Brancas – Duchi di Villars e Pari di Francia (online, abgerufen am 10. Januar 2020)